# Moslimbroederschap
De Moslimbroederschap, Moslimbroeders of het Genootschap van de Moslimbroeders (Arabisch: الإخوان المسلمون al-ikhwan al-moeslimoen), of kortweg "De Broederschap" (الإخوان al-ikhwān) is de naam van een wereldwijde soennitische islamitische politiek-religieuze beweging waartoe verschillende islamistische sociale en politieke organisaties en partijen in het Midden-Oosten gerekend worden. De organisatie is in 1928 in Egypte opgericht door de islamitische geleerde en onderwijzer Hassan al-Banna. Sinds 2010 is Mohammed Badie de algemeen leider van de Moslimbroederschap. Mohammed Badie werd in april 2014 in een massaproces door een Egyptische rechter tot de doodstraf veroordeeld vanwege betrokkenheid bij terrorisme.
Als religieuze, pan-islamitische en sociale beweging, predikte de Moslimbroederschap aanvankelijk de islam in Egypte, onderwees ze analfabeten en richtte ze ziekenhuizen en zakelijke ondernemingen op. Later betrad het de politieke arena, met als doel een einde te maken aan de Britse koloniale controle over Egypte. De Broederschap maakt zich hard voor het behoud van de islamitische cultuur en een islamitische staat die afgeschermd is van westerse invloeden. Het zelfverklaarde doel van de beweging is de oprichting van een staat die wordt geregeerd door de sharia met als zinspreuk: "Islam is de oplossing". Naastenliefde is een belangrijke drijfveer voor de werkzaamheden van de beweging.
De groep verspreidde zich naar andere moslimlanden, maar heeft haar grootste organisatie in Egypte ondanks een opeenvolging van hardhandig optreden van de Egyptische overheid vanaf 1948 tot op heden, waarbij de beweging beschuldigd wordt van het plannen van moorden en samenzweringen. Tot de Zesdaagse Oorlog van 1967, was de beweging een marginale groep binnen de Arabische politiek. Na de Zesdaagse Oorlog, met als uitkomst een zware Arabische nederlaag tegen Israël, werd het islamisme populairder ten opzichte van het seculiere Arabische nationalisme. De beweging werd ook gesteund door Saoedi-Arabië, waarmee het wederzijdse vijanden deelde, zoals het communisme.
Mede door de Arabische Lente kreeg de beweging legalisatie en aanzienlijke politieke macht. De Egyptische Moslimbroederschap werd in 2011 gelegaliseerd en won verschillende verkiezingen, waaronder de presidentsverkiezingen van 2012. De Moslimbroederschap kandidaat Mohamed Morsi werd de eerste president van Egypte die via democratische verkiezingen aan de macht kwam. Morsi werd een jaar later omvergeworpen door het leger en onder huisarrest geplaatst. De groep werd vervolgens in Egypte verboden en uitgeroepen tot terroristische organisatie. Gauw volgden dictaturen zoals Saudi-Arabië, Bahrein en de Verenigde Arabische Emiraten met soortgelijke maatregelen, gedreven door de perceptie dat de Broederschap een bedreiging vormt voor hun autoritaire heerschappij. Ook Syrië en Rusland hebben de beweging bestempeld als een terroristische organisatie. In 2014 werd in het Verenigd Koninkrijk onderzocht of de Moslimbroederschap een terroristische organisatie is. De Broederschap beweert zelf een vreedzame, democratische organisatie te zijn, en dat haar leider "geweld en gewelddadige handelingen veroordeelt".

## Ideologie
De Moslimbroederschap streeft ernaar om een in haar ogen rechtvaardig islamitisch rijk en soennitisch kalifaat te stichten met de sharia dat de hele islamitische wereld omspant, met het plan om stapsgewijs de islamisering van in meerderheid islamitische naties na te streven met alle wettelijke middelen die daartoe ter beschikking staan.

## Houding ten opzichte van terreur

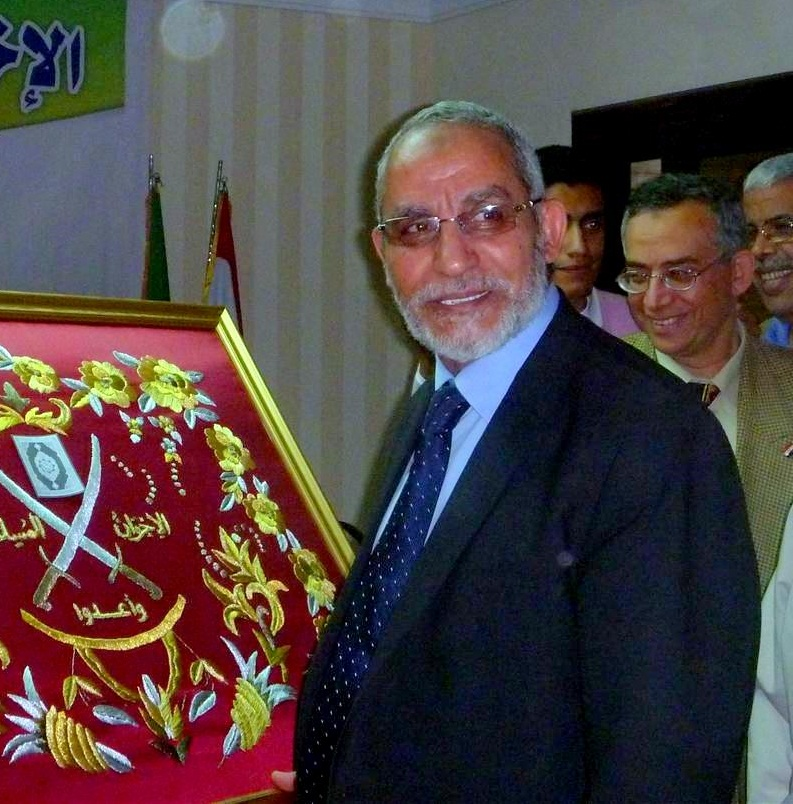
Mohammed Badie, de huidige leider die in april 2014 tot de doodstraf werd veroordeeld vanwege betrokkenheid bij terrorisme

De Broederschap heeft over de gehele wereld, behalve op enkele plaatsen zoals Israël en de door Israël bezette gebieden, gezegd geweld afgezworen te hebben voor het bereiken van haar doelen en politieke middelen daarvoor in de plaats gesteld. Deze opstelling zorgt binnen de gelederen soms voor onenigheid en de afsplitsing van radicale groepen.
Een vroege afsplitsing was een groep genaamd 'de Jihad'; deze vermoordde in 1981 de Egyptische president Anwar Sadat. Latere afsplitsingen waren de Gama'a al-Islamiyya ("De islamitische groep") en Takfir wal Hijra ("Excommunicatie en migratie"), beide in 2003 door de EU aangemerkt als terroristische organisaties.
Door de Egyptische regering wordt de Moslimbroederschap beschuldigd van verschillende terreuraanslagen na de val van Moslimbroeder Morsi waarbij het samengewerkt zou hebben met Al Qaida. Het oprichtingshandvest stelt dat Hamas de afdeling van de Moslimbroederschap is in Palestina, Hamas wordt door onder andere de EU en VS als terroristische organisatie gezien.

## Relatie met moslimfundamentalisme en islamitische terroristische organisaties
Na de verbanning uit Egypte na 1965 kwam de Moslimbroederschap in Saoedi-Arabië in aanraking met het Wahabisme.
De Moslimbroederschap is een stuwende kracht geweest achter de groei van moderne islamitisch fundamentalistische bewegingen in de Arabische wereld.
Osama bin Laden werd tijdens zijn studie aan de universiteit geïnspireerd door verschillende docenten met sterke banden met de Moslimbroederschap, onder wie Mohammed Qutb.
Het boek Mijlpalen van Moslimbroeder Said Qutb geldt als belangrijke Broederschap-verhandeling over de anti-koloniale jihad (strijd) en tevens belangrijke inspiratiebron voor islamitisch-fundamentalistische terreur-organisaties als Al Qaida.
In indirecte zin droeg de Moslimbroederschap bij tot de ontwikkeling en groei van het moslimfundamentalisme in de Arabische wereld. Vooral in Noord-Afrika was dit het geval, waar het Algerijnse FIS en de Tunesische Ennahda zich in eerste instantie baseerden op de ideologie van Hassan al-Banna's Moslimbroederschap.

## Egypte

### Hoofdlijnen
Vanaf de jaren veertig van de 20ste eeuw, toen duidelijk werd dat de staat Israël zou verrijzen, verspreidde het 'geheime apparaat' van de Broederschap terreur in Egypte onder rechters, politici en joodse instellingen. Said Qutb, tussen 1949 en 1966 informeel leider van de Broederschap, oordeelde dat geweld tegen moslims die zich niet als goede moslims gedragen, geoorloofd was. In 1954, toen Egypte sinds een jaar een republiek was onder luitenant-kolonel Nasser, verbood Nasser de Broederschap. In 1966 werd Broederschap-leider Said Qutb opgehangen door het bewind van Nasser.
Sindsdien zwoer de Broederschap het geweld tegen andere moslims af. Echter, ze hield vast aan de 'verdedigende jihad', de heilige strijd tegen 'binnendringers', en zou later bijvoorbeeld de strijd in Irak tegen de Amerikanen steunen.
Vanaf de jaren tachtig kwam een nieuwe generatie leiders in de Broederschap naar voren, mede uit kringen van advocaten, artsen en journalisten. Zij deden mee aan verkiezingen en bleken bereid met seculiere partijen samen te werken en compromissen te sluiten. Tegelijkertijd echter gelooft een groot deel van de aanhang van de Moslimbroederschap – zoals overal in Egypte het geval is – nog altijd in hiërarchie en gehoorzaamheid aan de leider.

### 1945-1965
Hassan al-Banna (1906-1949) stichtte in maart 1928 op verzoek van enkele arbeiders een maatschappelijke, islamitische welzijnsorganisatie. Al-Banna was op dat moment onderwijzer in de stad Ismaïlia. Deze stad lag in de Britse zone rondom het Suezkanaal. De Britten hielden de economie van het gebied in hun greep en bekommerden zich in mindere mate om de leefomstandigheden van de Arabieren.
Naast terugkeer naar islamitische normen en waarden door bestudering van de islam was onderwijs voor alle inwoners van Egypte het belangrijkste doel; de groep stelde zich aanvankelijk gematigd op. Daarnaast werd de Voortrekkers opgericht, een soort geüniformeerde jeugdbeweging. Later werden ziekenhuizen en klinieken gebouwd. Arbeiders kregen voorlichting en de organisatie stelde werkomstandigheden, met name bij de Suez Canal Company, aan de kaak.
Voor de Moslimbroeders was de staking en het gewapende verzet dat de moefti van Jeruzalem, Amin al-Hoesseini, in 1936 in heel Palestina begon om de Joodse immigratie een halt toe te roepen het startsein van hun eerste fanatieke solidariteitscampagne die het aantal aanhangers in Egypte tussen 1936 en 1938 deed groeien van 800 tot 200.000 leden. In de grote steden bestond deze aanhang voor een groot deel uit westers gevormde intellectuelen. Al in mei 1936 riep de Moslimbroederschap op tot boycot van winkels van Joden, werd er actief geld ingezameld ter ondersteuning van Amin al-Hoesseini, luidde de Moslimbroederschap in moskeeën, scholen, bedrijven en door verspreiding van pamfletten de noodklok en vertelde de gelovigen dat Joden de heilige plaatsen van de islam in Jeruzalem verwoestten, de Koran verscheurden en door het slijk haalden. De Moslimbroederschap organiseerde, als reactie op het Volkerenbond-voorstel voor Palestina (Peel-commissie), in april en mei 1938 studentendemonstraties in Caïro, Alexandrië en Tanta, waar naast pamfletten en anti-joodse leuzen een oproep gedaan werd op alle jonge Egyptenaren om zich aan te melden voor de jihad tegen Israël. Sinds 1937, het bekend worden van het Volkerenbond-voorstel van de Peel-commissie, zag Hassan al-Banna de strijd om Palestina etnisch van Joden te zuiveren als het belangrijkste instrument om het islamitische principe van de jihad voor de moderne tijd religieus te funderen. Hassan al-Banna benoemde in 1937 zijn vriend Amin al-Hoesseini (waarmee hij al een jaar vóór de oprichting van de Moslimbroederschap kennisgemaakt had) tot zijn plaatsvervanger.
Toen al-Banna in 1949 stierf waren er 2000 afdelingen en naar schatting één miljoen aanhangers.
In 1943, in de Tweede Wereldoorlog ontstond het zogenaamde Geheim Apparaat, een clandestiene afdeling van de Broederschap, die zich later afscheidde. Dit Geheim Apparaat begon terroristische aanslagen te plegen. In 1948, tijdens de Arabisch-Israëlische Oorlog van 1948, werden diverse aanslagen gepleegd op overheidsdienaren evenals aanslagen in de joodse wijk van Caïro. De dood van premier Mohammed al-Noeqrasji was voor de regering de definitieve reden om de Broederschap te verbieden. Al-Banna en de rest van de Broederschap ontkenden iets met de dood te maken te hebben en veroordeelden de aanslag. Al-Banna werd op 12 februari 1949 neergeschoten.
In 1950 begon de Broederschap zich opnieuw te hergroeperen en koos Hassan Ismail al-Hoedabi als nieuwe leider. Al-Banna had zijn organisatie echter altijd strak geleid zonder tegenstand te dulden en het was dan ook niet verwonderlijk dat de organisatie in chaos uiteenviel.
Inmiddels werd Egypte sinds 1956 geregeerd door Nasser die het Arabisch nationalisme tot belangrijkste politiek had verheven. Alles, ook de religie, moest ondergeschikt worden gemaakt aan de doelen van de natiestaat. Dit botste met de idealen van de Broeders, die de religie boven de staat wilden stellen. Nasser werd op 26 oktober 1954 neergeschoten door een lid van de broederschap, maar overleefde de aanslag. Deze aanslag was de directe aanleiding om de organisatie te verbieden. Duizenden leden werden opgepakt en meestal zonder proces jarenlang gevangengezet.

### 1965-1981
Een van de leden die in 1954 gevangenen werden genomen was Said Qutb, een schrijver. Qutb had enige jaren in de Verenigde Staten gestudeerd en had daar een afkeer ontwikkeld voor de seculiere, in zijn ogen decadente, westerse maatschappij. Mede gebaseerd op werk van de Pakistaanse Abul Ala Maududi ontwikkelde hij een zeer radicale leer in de gevangenis. Deze leer wordt wel gezien als de basis van het soennitische moslimfundamentalisme.
Qutb en vele anderen werden begin jaren zestig vrijgelaten. Qutb gaf toen zijn belangrijkste werk Mijlpalen uit waarin hij zijn ideologie uiteenzette. In 1965 werd Qutb en vele andere broeders opgepakt op verdenking van het beramen van een revolutie en in 1966 werd hij terechtgesteld. Qutb was een vooraanstaand ideoloog van de Moslimbroeders die met zijn radicale ideeën over jihad en jahiliya van grote invloed was op latere radicale islamitische groepen binnen en buiten Egypte.
Na de dood van Qutb was de Moslimbroederschap verdeeld: sommigen wilden zijn leer volgen, maar de meesten streefden minder radicale hervormingen na.
Onder Sadat, die Nasser in 1970 opvolgde, kreeg de Moslimbroederschap weer meer speelruimte als een tegenwicht tegen de linkse oppositie. In 1976 mocht hun blad weer verschijnen en eind jaren zeventig werden zij als islamitische organisatie weer toegestaan. Als politieke partij waren zij lange tijd verboden, aangezien de Egyptische wetgeving politieke partijen op basis van religie verbood. Tegen de achtergrond van Sadats vredesmissie met Israël vanaf 1977 verslechterde de relatie met de Moslimbroederschap die zich altijd fel anti-Israël heeft betoond. Uiteindelijk was de politieke polarisatie in Egypte tot zulke proporties gestegen dat Sadat in 1981 duizenden politieke tegenstanders liet oppakken, waaronder ook honderden Moslimbroeders. Nog datzelfde jaar werd Sadat vermoord door een splintergroep van de Moslimbroeders.

### 1981-2012
Onder Sadats opvolger Moebarak kreeg de Moslimbroederschap gaandeweg meer politieke vrijheid. Hoewel ze officieel verboden bleef kon de organisatie in de jaren tachtig en negentig deelnemen aan de verkiezingen door allianties aan te gaan met andere politieke partijen. Meer directe politieke invloed verkreeg de Moslimbroederschap door haar actieve politieke rol in de Egyptische civiele maatschappij; diverse professionele organisaties en vakbonden werden overgenomen door de Moslimbroederschap. Aan de pogingen een eigen alternatieve islamitische economie op te richten werd door de Egyptische regering eind jaren tachtig een einde gemaakt. Vanaf 1996 was de invloed van de Moslimbroederschap tanende. De regering van Moebarak bleef pogingen ondernemen om de invloed van de broederschap te stuiten. Er was ook sprake van een politieke breuk binnen de beweging tussen de oude garde en een nieuw echelon aan partijleiders.
Van 1999 tot 2005 waren er vijftien "onafhankelijke" parlementsleden die banden met de Broederschap onderhielden en daarmee de grootste oppositiepartij vormden.
Bij de parlementsverkiezingen in Egypte van november en december 2005 was de Broederschap nog steeds illegaal, maar leden konden zich wel onafhankelijk kandidaat stellen voor deze verkiezingen. Op deze manier behaalde de Broederschap 88 zetels - 20% van het totaal - en vormt daarmee nu het grootste en belangrijkste oppositionele blok in het Egyptische parlement, tegenover de autoritaire regeringspartij NDP. Tijdens de verkiezingen vonden in sommige plaatsen rellen plaats omdat kiezers het idee hadden dat er gefraudeerd werd ten koste van de Moslimbroederschap.
Eind april 2011 maakte de Moslimbroederschap bekend de partij Vrijheid en Recht te hebben opgericht om mee te doen aan de Egyptische parlementsverkiezingen in september dat jaar. De nieuwe partij is volgens de Broederschap niet theocratisch. Tijdens de Egyptische Revolutie had de organisatie gezegd geen politieke aspiraties te hebben.

### 2012 tot heden

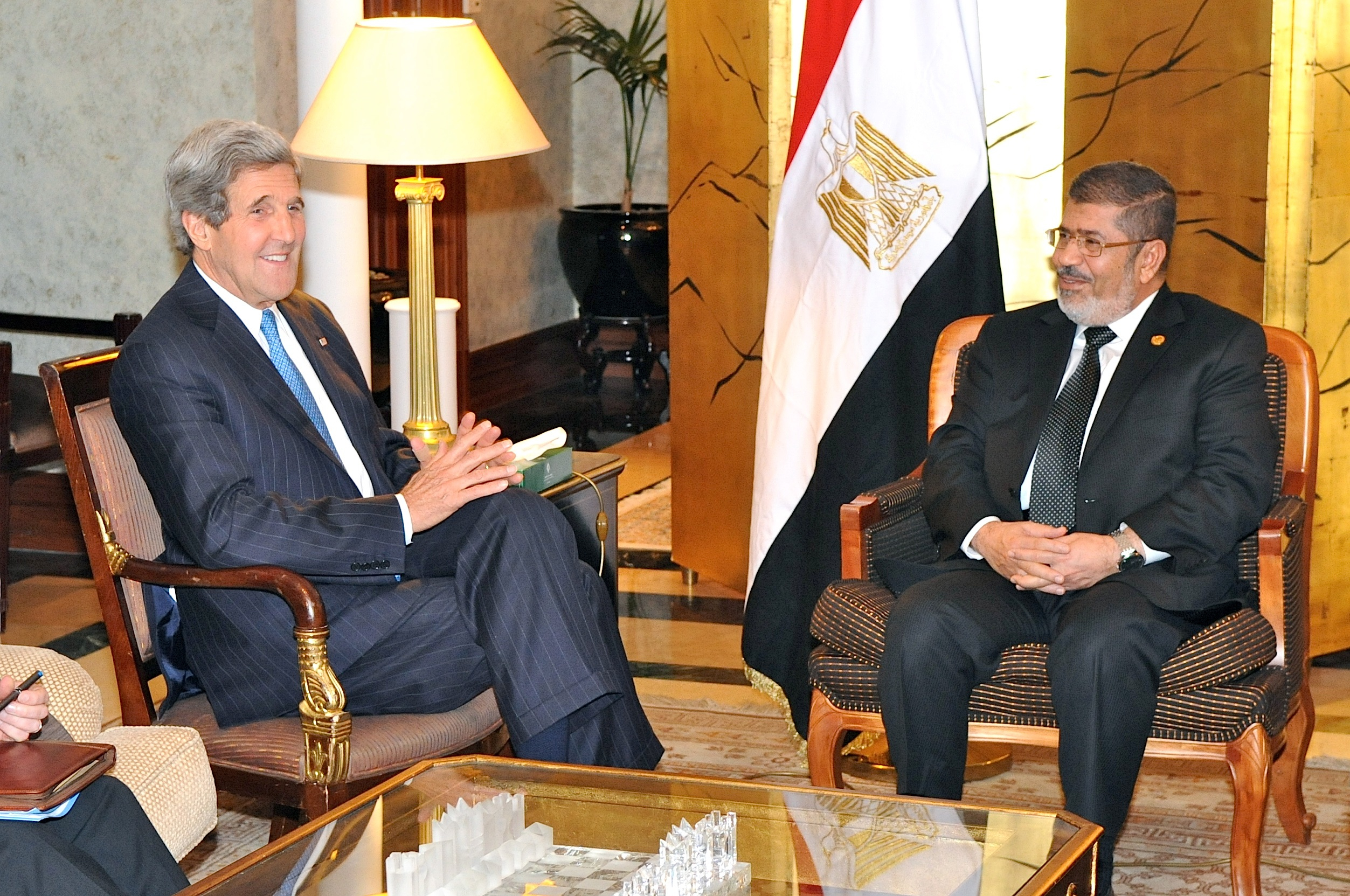
De Amerikaanse minister van Buitenlandse Zaken John Kerry in een ontmoeting met de Egyptische president Mohamed Morsi, mei 2013

In 2012 werd Morsi, die afkomstig is van de Moslimbroeders, na democratische verkiezingen, president van Egypte. De regering van Morsi verloor zienderogen het respect van de bevolking, vooral omdat de economische problemen toenamen. Ook de onveiligheid in het land nam toe. Hierdoor nam ook het toerisme af. Vooral vrouwen en christenen voelden zich steeds onveiliger. Het leger eiste dat de regering tegemoetkwam aan de eisen van het Egyptische volk. Na massale protesten tegen Morsi kreeg hij op 3 juli 2013, na het aflopen van een ultimatum van het Egyptische leger, samen met andere hooggeplaatste leden van de Moslimbroederschap een reisverbod opgelegd. Op dezelfde dag werd hij door het leger afgezet na een periode van grootschalige protesten tegen zijn bewind, de demonstraties die miljoenen mensen trokken waren groter dan die tegen Moebarak in 2011.
Zijn opvolger is de president van het constitutionele hof, Adly Mansour. Na zijn afzetting werd Morsi op een onbekende locatie door het leger in gedwongen detentie gehouden. Hij wordt door de openbaar aanklager onder andere beschuldigd van de dood van militairen en het samenzweren met en spioneren voor de radicale Palestijnse beweging Hamas.
Na de machtsovername door het leger braken in augustus 2013 ernstige rellen uit tussen tegenstanders van de Moslimbroederschap met hulp van het leger en de politie en de aanhangers van Morsi. Hierbij vielen voornamelijk bij de moslimbroeders vele honderden doden en vielen de aanhangers van Morsi tientallen koptische kerken aan. Op 20 augustus 2013 werd de geestelijk leider van de Moslimbroederschap Mohamed Badie opgepakt. Niet veel later, begin september, heeft de Egyptische regering de Moslimbroederschap het bestaansrecht ontnomen. Op 25 december 2013 bestempelde de interim-regering van Egypte de broederschap bovendien als terroristische organisatie.
Op 16 mei 2015 werd Morsi veroordeeld tot de doodstraf voor het verspreiden van staatsgeheimen, het organiseren van gevangenisuitbraken en aanvallen op de politie.

## Buiten Egypte

### Syrië
Het Egyptische voorbeeld van de Moslimbroeders waaierde in de jaren dertig van vorige eeuw uit naar Syrië. De beweging werd nog versterkt door de kortstondige federatie van Egypte en Syrië eind jaren vijftig. Na de machtsovername van de Ba'ath-partij, werden de Moslimbroeders dé oppositiemacht. Gaandeweg werd geweld een van de wapens van de broederschap, met onder andere een aanval op een militaire school in Aleppo in 1979. Het kwam tot een climax in 1982 toen het Syrische leger in Hama een bloedbad aanrichtte onder de moslimbroeders. Die opstand ontstond doordat het Moslimbroerschap leden van de Ba'ath-partij en andere seculiere partijen vermoordde en gebouwen van die partijen aanviel. Hierna gingen de Moslimbroeders over tot een minder militante vorm van oppositie voeren. Onder Bashar al-Assad kwam er sinds 2000 meer openheid.

### Jordanië - Palestina
De moefti van Jeruzalem, Amin al-Hoesseini, werd in 1946 door Hassan al-Banna persoonlijk aangewezen als leider van de Moslimbroederschap in Transjordanië en het Mandaatgebied Palestina. Hierdoor werd hij door de meeste Palestijnse Arabieren als hun leider aanvaard.
Door deze strijd tegen de Joden, die feitelijk al vanaf de verklaring van Balfour in 1917 was begonnen, was de Moslimbroederschap in eerste instantie (ook in Egypte) een sterk antizionistische en anti-Joodse beweging die in kracht toenam naarmate de Joodse immigratie in Palestina toenam en zelfs haar populariteit daar voor een belangrijk deel aan ontleende. Hamas is in de huidige Palestijnse Gebieden de belangrijkste organisatie die voortgekomen is uit de Moslimbroederschap en die haar ideologie volledig onderschrijft.

### Europa
Na de aanslag van de Moslimbroeders op de Egyptische president Gamal Abd al-Nasser op 26 oktober 1954 brak een repressiegolf over de Broederschap los die de organisatie niet alleen tot ondergronds gaan veroordeelde, maar vele leden naar het buitenland (diaspora) deed vluchten, waaronder Hassan al-Bannas schoonzoon en politieke vertrouweling Saïd Ramadan (de vader van Tariq Ramadan). Terwijl Saoedi-Arabië een toevluchtsoord voor vele Ikhwan (Broeders) werd en daarmee de nauwe samenwerking van wahabietische islamisten en de Moslimbroeders de weg effende, werd Europa de tweede vertakking van de intellectuele elite van de Moslimbroeders. Saïd Ramadan richtte in ballingschap het Islamitisch Centrum in Genève op en het Islamitisch Centrum in München, van waaruit een netwerk van speerpuntorganisaties van de Moslimbroeders hun missiewerk (dawa) in Europa begonnen. Hun verblijf als vluchteling hielp de Moslimbroederschap bij de verspreiding van hun ideologie (dawa): vanuit Genève en München uit richtten de gevluchte Moslimbroeders de "Moslim-Vereniging van Groot-Brittannië" (MAB) op en de "Islamitische Gemeenschap in Duitsland" (IGD) en brachten bestaande Organisaties als de "Union Islamitische Organisaties in Frankrijk" (UOIF) onder hun controle. Sinds eind jaren tachtig zijn deze organisaties Europabreed in de "Federatie van Islamitische Organisaties in Europa" (FIOE) als koepel georganiseerd. Van daar uit werden initiatieven tot opleidingsinstituten zoals het "Institut des Études Islamiques de Paris" en de Imam-opleiding van het "Institut Européen des Sciences Humaines" genomen, die hedendaags tot de belangrijkste islamitische opleidingsinstituten van Europa gelden. Een soort Jeugdorganisatie van de FIOE is het in 1996 opgerichte "Forum of European Muslim Youth and Student Organisations" (FEMYSO), die op zijn beurt nauwe betrekkingen met de "International Islamic Federation of Student Organizations" (IIFSO) onderhoudt. Voorzitter van de nauw met de FIOE verbonden "Europese Fatwa-Raad" (ECFR) is een van de belangrijkste Ideologen uit de traditie der Moslimbroederschap, Sheik Yusuf al-Qaradawi, die zich momenteel officieel van het lidmaatschap van de Ikhwan distantieert.
In februari 2003 verbood het Hooggerechtshof van Rusland de Moslimbroederschap als een terroristische organisatie, en beschuldigde de groep van het ondersteunen van islamistische terroristen rebellen die een islamistische staat willen stichten in de Noord-Kaukasus. In het Verenigd Koninkrijk wordt onderzocht of de Moslimbroederschap een terroristische organisatie is.

### Frankrijk
In 2017 achterhaalde Tzvi Yehezkeli, een expert op gebied van het Midden-Oosten en Arabische zaken, door undercover te gaan dat de Moslimbroederschap actief haar leden aan het voorbereiden is op het moment dat Frankrijk de-facto onder islamistisch bewind komt in het kader van de Dawa-filosofie.

## Organisatie
Uit transcripties valt de volgende hiërarchische organisatiestructuur af te leiden:
- De Algemene Vergadering is het hoogste orgaan van de Ikhwan (Broeders) afstammend van de Ikhwanbases, iedere Usra kiest een of twee afgevaardigden afhankelijk van hun grootte.
- De Shura Raad heeft de taken van planning, ontwikkeling van algemene regels en programma's om de doelen van de Groep (MB) te bereiken. Zijn resoluties zijn bindend voor de Groep en alleen de Algemene Vergadering kan deze tegenhouden of wijzigen en de Shuraraad kan op zijn beurt weer de resoluties van de Executieve Raad tegenhouden of wijzigen. Hij volgt de implementatie van de regels en programma's van de Groep, leidt de Executieve Raad en vormt speciale afdelingen om dit orgaan daarin bij te staan (o.a. de landelijke afdelingen).
- Executieve Raad (Leidinggevende raad en kantoor) met als leider de Algemene Masul en zijn leden, beide aangesteld door de Shura Raad, geeft uitvoering en leiding aan de activiteiten van de Algemene Organisatie. Hij verstrekt periodiek rapportage aan de Shuraraad omtrent zijn werk en de activiteiten van de landelijke en algemene afdelingen. Hij verdeelt zijn taken over de onderliggende afdelingen conform de interne regelgeving.

De (Algemene) Executieve Raad heeft de volgende divisies (niet compleet):
- Uitvoerend Comité
- Afdeling Organisatie
- Algemeen Secretariaat
- Politieke Afdeling
- Zusters-Organisatie (Moslimzusters)

In ieder land is een MB-afdeling met een Masul (leider) aangesteld door de Executieve Raad met essentieel dezelfde afdelingsopbouw als de Algemene Executieve Raad heeft. Tot de taken van iedere afdeling behoren onder meer fondswerving, ledenwerving, infiltratie in en overname van andere moslimorganisaties ter eenwording van de oemma om de uitvoering van de algemene doelstellingen van de MB te bereiken.
De invloed van de Moslimbroederschap in Nederland is groeiend en voornamelijk ideologisch van aard door verspreiding van hun boekwerken en traktaten alsmede door infiltraties in islamitische organisaties maar met name ook in onderwijs en tal van civiele organisaties, waarbij zij alle moslims zeggen te vertegenwoordigen. De actieve leden houden hun banden met de Moslimbroederschap geheim.

#### Algemeen actieplan van de MB
Het algemene doelen en actieplan voor de middellange termijn zoals opgesteld en goedgekeurd door het executieve kantoor en goedgekeurd door de Shuraraad, geformuleerd in een vijfjarenplan, zoals afgeleid uit transcripten:
Hoofdactiedoelen:
- Versterking van de interne structuur
- Administratieve discipline
- Werving, verspreiding en grondvesting van de dawa
- Versterken van het organisatiewerk
- Versterken van de politieke werkfronten (bijvoorbeeld in politieke organisaties)

Secundaire actiedoelen:
- Financiën en Investeringen (zo controleert de MB de al-Taqwabank, opgericht in Nassau-Bahama's, met vestigingen in meer dan dertig landen)[39]
- Buitenlandse relaties
- Heropleving vrouwenactiviteiten (Moslim Zusters/Muslim Sisters)
- Politieke bewustwording van de leden van de Groep
- Beveiliging van de Groep
- Speciale activiteiten (dit houdt militair werk in,[40] deze arm stond bekend onder de naam Tanzim al-Khas of ook wel Tanzim al-Sirri)
- Media (beïnvloeding van en infiltratie in de media)
- Gebruikmaken van menselijk potenties (bijvoorbeeld infiltratie op gebieden als educatie, bestuursorganen en organisaties)